# Herpesviridae
Herpesvirus es una familia de virus ADN que infectan animales. Deben su nombre al término griego herpein (ἕρπειν), reptar o arrastrar, su nombre hace alusión a la facultad de estos agentes infecciosos microscópicos de ser fácilmente contagiados y transmitidos de una persona a otra y de su recurrencia crónica. Esta familia de virus se divide en tres subfamilias. La subfamilia Alfaherpesviridae contiene los Herpesvirus 1, 2 y 3, los cuales corresponden al Herpes virus simplex  1, a Herpes virus simplex 2 y  a Varicela zóster. La subfamilia Gammaherpesviridae contiene los herpes virus 4 y 8, que corresponden a Epstein-Barr y sarcoma de Kaposi. La subfamilia Betaherpesviridae contiene a los herpes virus 5, 6 y 7, que corresponden a Citomegalovirus, virus del exantema súbito y VHH-7. El mecanismo de infección es el mismo en todos los tipos de Herpes virus, algunos difieren en la estructura de las proteínas que se encuentran en el tegumento, las cuales son necesarias para la replicación del genoma vírico.
La familia Herpesviridae es muy similar, comparten la organización del genoma, la estrategia de replicación, la diseminación intracelular en presencia de anticuerpos antivirales y la sinapsis inmunitaria de la célula hospedadora para controlar la infección, son virus de doble cadena de ADN sin intermediario de ARN. El diámetro de este virus es de 150 a 200 nm. De afuera hacia adentro el virus posee una membrana de glicoproteínas (gB, gC, gD y gH), las cuales se unen a los receptores de la célula hospedadora para mediar la fusión de ambas membranas.  Después, entre la membrana del virus y la cápside, se encuentra un espacio denominado tegumento en el cual hay enzimas virales (véase Figura 1). Finalmente, se encuentra una cápside con simetría icosaédrica formada por 162 capsómeros, la cual resguarda de 120 a 230 kpb; este número de pb dan lugar al ADN vírico lineal, de doble cadena.

## Mecanismo molecular de infección
Primero, las glicoproteínas (gC, gB, gD o gH) de la membrana vírica se unen a receptores de heparan sulfato y a correceptores como HVEM que median la entrada de HSV. En este momento las membranas se fusionan y se libera la cápside junto con las enzimas del tegumento en el citoplasma de la célula hospedadora, después la cápside es transportada por los microtubos mediante el uso de quinesinas de la célula hospedadora hasta el núcleo de esta misma, posteriormente se rompe la cápside y se libera el ADN vírico, el cual entra al núcleo celular a través de los poros nucleares. Una vez que haya entrado al núcleo, el ADN vírico pasa de ser lineal a circular. El genoma vírico va acompañado de la proteína Alfa-TIF (Factor alfa de la traducción), el cual controla la expresión de las proteínas Alfa o temprano-inmediato.
Se generarán tres tipos de ARNm (α, β y γ). Primero se procesa el ARNα (temprano-inmediato) que da lugar a proteínas α o reguladoras. Después, se inicia la transcripción de ARNβ (temprano), que se traduce en proteínas β, encargadas de realizar la replicación de ADN vírico una vez que silenciada la expresión del ARNα. Finalmente,  se inicia la transcripción de ARNγ que se expresan a proteínas γ o estructurales, que dan lugar a las cápsides inmaduras. 
Transcripción temprana- inmediata
Primero, la proteína Alfa-TIF se une a OCT1, ambos a su vez se unen a la secuencia 5´TAATGARAT 3´ río-arriba. Después, se forma el complejo pre-iniciación que está conformado por la caja TATA y otros factores de transcripción como: Sp1, TBC, CTF y CTB. El ADN se transcribe gracias a la acción de la ARN pol II, la cual genera ARNα, que se transcribirá a proteínas alfa.
Transcripción temprana
Requiere la acción de las proteínas alfa, las cuales son activadoras de la transcripción mediante la unión e interacción con múltiples sitios en el genoma, lo que facilita el montaje de complejos de iniciación para activar la transcripción del gen que codifica para las proteínas beta. Las proteínas beta incluyen las enzimas que se requieren para la replicación del genoma viral: una ADN polimerasa, una proteína de unión a ADN de una sola hebra, una helicasa-primasa, y un conjunto de enzimas que participan en la reparación del ADN a reparar y en el metabolismo de desoxinucleótidos. Los homólogos de estas proteínas se encuentran en prácticamente todos los Herpes virus.
Transcripción tardía
La síntesis de ADN viral comienza poco después de la aparición de las proteínas beta y la expresión génica viral termina con la aparición de las proteínas estructurales gamma. Una vez formada la cápside, por exocitosis sale del núcleo y se dirige al retículo endoplásmico rugoso y al aparato de Golgi, donde obtiene las glicoproteínas de la membrana.
Ensamblaje y liberación
Finalmente, mediante exocitosis el virus sale al citoplasma y de ahí pueden atravesar directamente la membrana citoplasmática sin causar daños aparentes, por lo que una célula infectada puede trabajar para estos virus durante mucho tiempo. No obstante, algunos virus miembros de esta familia pueden liberarse por citólisis (véase figura 2).

## Latencia
A raíz de una infección inicial en las células epiteliales, el virus se disemina por transporte retrógrado a las neuronas de los ganglios sensoriales, donde se convierte en latente. En una neurona con infección latente, las proteínas específicas del virus no se producen y, como resultado, el sistema inmune del hospedero no identifica la presencia del virus y no se dirige a la neurona con infección latente para lisarla. El causante de la latencia es un intrón de 2 kpb que se empalma en el transcrito primario, este intrón es estable en el núcleo de la neurona con infección latente y persiste en forma circular, sin embargo, este intrón estable no se requiere para la activación de la infección sino una región de alrededor de 350 bases en el extremo 5´ del empalmado (véase figura 3). El virus reactivado luego viaja por el axón sensorial donde se establece una infección en el epitelio de la piel. La reactivación viral puede ser provocada por una variedad de estímulos estresantes o relacionados con el estrés, como el calor, la luz UV, fiebre, cambios hormonales, la menstruación y el trauma físico a la neurona.  No se sabe si el evento de reactivación implica la muerte de una o unas pocas neuronas, pero la mayoría de las evidencias sugiere que la frecuencia de la reactivación disminuye con el tiempo.

## Clasificación
Se conocen ocho tipos de virus de la familia herpesviridae que producen enfermedades en humanos:
- VHH-1: Es el principal causante de la gingivoestomatitis herpética  el herpes labial: que es conocido a veces como "calor al estómago" o "grano de fiebre  en el labio". También es responsable de la queratoconjuntivitis herpética.
- VHH-2: Produce la enfermedad del herpes genital, el cual causa vesículas y luego úlceras genitales.
- VHH-3: Es el virus de la varicela-zóster (VZV), que produce el herpes zóster (culebrilla o culebrina) y la varicela, una enfermedad muy contagiosa, sobre todo en los niños.
- VHH-4: Es el Virus de Epstein-Barr (VEB), que provoca la mononucleosis infecciosa, el linfoma de Burkitt y el carcinoma nasofaríngeo.
- VHH-5: Es el citomegalovirus (CMV), que también provoca mononucleosis, retinitis, hepatitis y otras enfermedades infecciosas sobre todo en inmunodeprimidos.
- VHH-6: Es el virus de la roseola infantum, exantema súbito de la infancia.
- VHH-7: Similar al VHH-6, con síntomas similares.
- VHH-8: Virus del sarcoma de Kaposi, es un Rhadinovirus.